# Lanjik
Lanjik là một đô thị thuộc tỉnh Shirak, Armenia. Dân số ước tính năm 2011 là 1048 người.